# ナトリウム・グルコース共輸送体
ナトリウム・グルコース共輸送体（ナトリウムグルコースきょうゆそうたい、英: sodium-glucose cotransporter, sodium-glucose linked transporter、略称: SGLT）またはナトリウム依存性グルコース輸送体（ナトリウムいぞんせいグルコースゆそうたい、英: sodium-dependent glucose transporter）は、小腸の粘膜（エンテロサイト）やネフロンの近位尿細管に存在するグルコーストランスポーターからなるファミリーである。腎臓においてはグルコースの再吸収に寄与しており、糸球体で濾過されたグルコースは100%ネフロンで（そのうち約97%は近位尿細管の曲部でSGLT2を介して）再吸収される。血漿グルコース濃度が高すぎる（高血糖）場合には、濾過されたグルコースによってSGLTが飽和するため、その一部が尿へ移行する（糖尿）。

## 種類
SGLTファミリーのタンパク質は、細胞膜を越える能動的グルコース輸送を担う。SGLT1とSGLT2はこのファミリーの中で最もよく研究されているタンパク質である。SGLT1とSGLT2はどちらもシンポーターとして機能し、Na+/K+ATPアーゼによって形成されたナトリウム勾配のエネルギーを利用してグルコースを濃度勾配に逆らって輸送する。
SLC5A2遺伝子にコードされているSGLT2は主に近位尿細管のS1、S2分節に発現しており、正常条件下では腎臓におけるグルコース再吸収の約97%を担っている。SLC5A1遺伝子にコードされているSGLT1は主に近位尿細管のS3分節に発現しており、残りの3%の再吸収を担う。
SLC5A4はSGLT3とも呼ばれ、SGLTファミリーの一員である。効率的なグルコーストランスポーターであるSGLT1やSGLT2とは異なり、SGLT3は主にトランスポーターとしてではなくグルコースセンサーとして機能する。SGLT3のグルコースに対する親和性は低く、細胞膜を越えるグルコースの輸送に大きな寄与はしていない。その代わり、SGLT3はグルコース依存性イオンチャネルとして機能し、細胞外のグルコースに応答して小さな脱分極電流を生み出す。こうした電気的シグナル伝達の存在は、グルコース輸送よりもグルコースセンサーやシグナル伝達において機能するものであることを示唆している。
| 遺伝子 | タンパク質 | 近位尿細管における分布 | Na+:グルコース共輸送の比率 | グルコース再吸収における寄与 (%) |
| ------ | ---------- | ---------------------- | -------------------------- | -------------------------------- |
| SLC5A1 | SGLT1      | S3分節                 | 2:1                        | 10                               |
| SLC5A2 | SGLT2      | 主にS1、S2分節         | 1:1                        | 90                               |

SLC5ファミリーには、グルコース以外にも多様な基質のトランスポーターが含まれている。このファミリーのメンバーによって特異的に輸送される物質には次のようなものがある。
- マンノース（SLC5A9/SGLT4）
- myo-イノシトール（SLC5A3/SMIT（英語版））
- コリン（SLC5A7/CHT1（英語版））
- ヨウ化物イオン（SLC5A5/NIS（英語版））
- ビタミン、特にビオチンやパントテン酸（SLC5A6/SMVT（英語版））
- 短鎖脂肪酸（SLC5A8/SMCT1（英語版）、SLC5A12/SMCT2）

これらのトランスポーターはそれぞれ細胞の代謝や恒常性において特定の役割を果たしており、多くの場合SGLTと同様にナトリウム勾配を利用して基質を輸送する。

## 機構
近位尿細管膜を越えるグルコース輸送には、二次性能動輸送（共役輸送）の複雑な過程が伴う。この過程は基底膜に位置するNa+/K+ATPアーゼによって開始される。この酵素はATPを利用し、細胞内から血中へ3個のNa+をくみ出すとともに、細胞内へ2個のK+を取り込む。この作用によって膜を挟んでナトリウム濃度勾配が形成され、血中や尿細管腔と比較して細胞内ではナトリウム濃度が低くなる。
SGLTタンパク質はこのナトリウム勾配を利用して頂端膜を通って細胞内へグルコースを輸送し、輸送はグルコース濃度勾配に逆らって行われる場合もある。この機構は二次性能動輸送の一例である。細胞内に入ったグルコースはその後、GLUTファミリーのグルコースユニポーターによって基底膜から傍尿細管毛細血管へ移動する。
SGLT1とSGLT2はナトリウムとグルコースを膜を挟んで同じ方向へ輸送するため、シンポーターに分類される。この過程を維持するため、Na+/H+交換輸送体が細胞内のナトリウムの補充に重要な役割を果たしている。したがって、グルコース輸送の正味の影響はプロトンの細胞外への排出と共役しており、ナトリウムはこの過程の中間体として機能している。

## 糖尿病治療薬としてのSGLT2阻害薬
SGL2阻害薬はグリフロジンとも呼ばれ、2型糖尿病の治療に用いられる。SGLT2は腎尿細管にのみ存在し、SGLT1とともに原尿から血液へグルコースの再吸収を行っている。SGLT1を標的とせずSGLT2のみを阻害することで、グルコースは排出され血糖値は低下する。こうした薬剤の例としては、ダパグリフロジン、カナグリフロジン、エンパグリフロジンが挙げられる。SGLT2阻害薬は2型糖尿病による死亡を減少させることが示されている。2018年時点ではSGLT2阻害薬の安全性と有効性は1型糖尿病患者に対しては確立されておらず、FDAはこうした患者に対する使用を承認していない。

## 歴史
1960年8月、Robert K. Craneは腸管におけるグルコース吸収の機構としてナトリウム・グルコース共輸送機構を発表した。これは生物学におけるフラックスの共役を初めて提唱したものであった。